# Ряполовский, Семён Иванович
Князь Семён Иванович Ряполовский (Молодой) (казнён в январе 1499) — московский воевода и боярин.

## Биография
Представитель княжеского рода Ряполовских (Рюриковичи). Единственный сын боярина князя Ивана Ивановича Ряполовского.
Впервые упоминается в источниках Семён Иванович Ряполовский в данной грамоте около 1467—1474 годов. В 1477 году участвовал в походе великого князя московского Ивана III Васильевича на Новгород.
Летом 1482 года «бояром и воеводам» в Нижний Новгород были отправлены «речи» Ивана III. Среди «бояр и воевод» вторым назван некий «князь Семен Иванович», воевода князя Андрея Васильевича Углицкого. Последующие за ним лица (князь Б. Оболенский, князь Ф. Курбский и др.) в это время боярами не были. Возможно, не был им и князь Семён Иванович, которого отождествляют с Семёном Ивановичем Молодым Ряполовским, так как его дядя Семён Хрипун Ряполовский если и был жив в это время, то находился в опале.
В 1487 году князь Семён Иванович Ряполовский возглавлял передовой полк в походе русской рати на Казанское ханство. В 1489 году князь С. И. Ряполовский был душеприказчиком А. М. Плещеева.
В конце 1491 года князь С. И. Ряполовский по распоряжению великого князя московского Ивана III «поимал» его младшего брата, удельного князя Андрея Васильевича Углицкого. В 1492/1493 и в 1495 годах он сопровождал великого князя. В январе 1494 года во время приёма литовских послов, очевидно, впервые упоминается в источниках с боярским титулом.

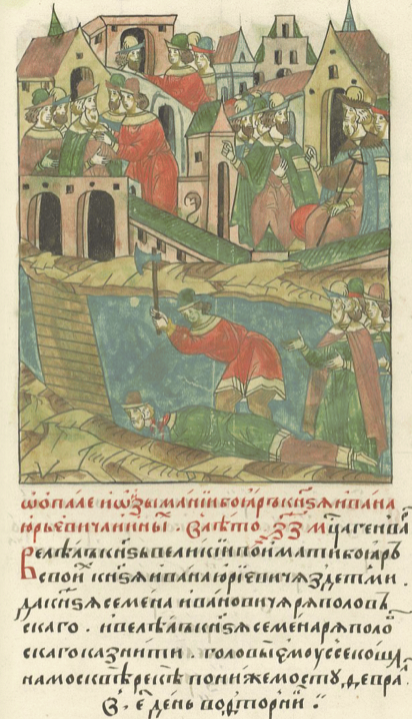
Пленение князей Патрикеевых, казнь Семёна Ряполовского

В марте-апреле 1494 года боярин князь С. И. Ряполовский ездил в Литву принимать присягу Ивану III Васильевичу от Александра, великого князя литовского. Был зятем боярина князя Ивана Юрьевича Патрикеева.
В сентябре 1496 года князь С. И. Ряполовский был отправлен с большим войском защищать казанского царя русского ставленника Мухаммед-Амина от шибанида Мамука. В сентябре 1498 года вторично посылался в Казань.
В 1497 году князь Семён Ряполовский содействовал открытию заговора против Дмитрия, внука великого князя Ивана (заговор Владимира Гусева). В январе 1499 году Иван III совершил резкий поворот во внутренней политике, репрессировав ближайших сподвижников: Семён Иванович Ряполовский был казнён, а Иван Юрьевич и Василий Иванович Патрикеевы пострижены в монахи. После этого произошла смена наследника престола. Подвергся опале внук Дмитрий и был приближен князь Василий Семёнович Мних Ряполовский, двоюродный брат Семёна Молодого. Причины этого поворота обсуждаются. Возможно Ивану III стало известно о наговоре по делу о заговоре Владимира Гусева, возможно причина в самовольном поведении Ряполовского и Патрикеевых при переговорах с Литвой.